# 幼幼新書
《幼幼新書》，劉昉著，40卷，547門。宋代兒科醫療專書。

## 概述
劉昉有感於小兒之疾苦，於荊湖南路安撫使任職期間，錄取前賢關於兒科之論述，“取古圣贤方论与夫近世闻人家传，下至医工技工之禁方、闾巷小夫试之秘诀，无不曲意寻访，兼收并录。”，與鄉貢進士王湜共同編集《幼幼新書》，紹興二十年（1150年）劉昉卒於任所，書編至38卷，漕使四明樓壽接續了最後2卷，凡160餘萬言，〈求子方论〉为卷首。劉昉門生李庚代序。
《幼幼新書》引用醫学文獻141種，引用條目10096條，以《太平圣惠方》、《千金方》引用最多，許多早期兒科醫療文獻得以保存。元代曾世榮认为此書过于庞杂。明代陳履端父子以《幼幼新书》“心保赤子，具本、具末、具变，悉中肯棨，印本仅存二、一”，著有《幼幼新書》刪節本，“裁初本十之三，稿凡四易”。